# Maladera sinica
Maladera sinica är en skalbaggsart som beskrevs av Hope 1845. Maladera sinica ingår i släktet Maladera och familjen Melolonthidae. Inga underarter finns listade i Catalogue of Life.